# Калиновка (Томская область)
Кали́новка — деревня в Первомайском районе Томской области России. Входит в состав Новомариинского сельского поселения.

## География
Деревня расположена на левом берегу реки Куендат в 23 км к востоку от села Первомайское, административного центра района.

## История
Основана в 1900 году. В 1926 году деревня состояла из 132 хозяйств, основное население — украинцы. В административном отношении являлась центром Калиновского сельсовета Зачулымского района Томского округа Сибирского края.
Согласно Закону Томской области от 10 сентября 2004 года № 204-ОЗ деревня вошла в состав Новомариинского сельского поселения.

## Население
| 1926 | 2002 | 2010 | 2012 | 2013 | 2014 | 2015 |
| ---- | ---- | ---- | ---- | ---- | ---- | ---- |
| 708  | ↘63  | ↘27  | ↘24  | ↗25  | ↘22  | ↘20  |
| 2021 |      |      |      |      |      |      |
| ↗23  |      |      |      |      |      |      |